# Men det var godt betalt
|  | Denne artikel er oprettet af botten Steenthbot ud fra en ekstern database. Den kan derfor have sproglige fejl eller mangler. Denne skabelon kan fjernes efter kontrol af indholdet. |

Men det var godt betalt er en dansk dokumentarfilm fra 1983 instrueret af Erik Skibsted efter eget manuskript.

## Handling
Filmen er lavet for at forberede unge på, at arbejde kan indebære risici både på kort og langt sigt, og at det indgår i deres holdning til arbejdet. "Da jeg gik ud af skolen, tænkte jeg kun på at tjene nogle penge og tænkte ikke særlig meget på det der med sikkerhed og miljø. Det var bare nogle "kugler", der skulle tjenes." Sådan starter Kurts beretning om arbejdet på en galvaniseringsanstalt. Senere beretter automekanikeren om sin dårlige ryg, lærlingen om, da han mistede sin "paryk" ved en boremaskine, og smeden om, hvad der skete, da han havde lagt sikkerhedsbrillerne fra sig.

## Medvirkende
- Ole Thestrup